# Danyliwka (rejon synelnykowski)
Danyliwka (ukr. Данилівка) – wieś na Ukrainie, w obwodzie dniepropetrowskim, w rejonie synelnykowskim, w hromadzie Pokrowśke. W 2001 liczyła 355 mieszkańców, spośród których 321 wskazało jako ojczysty język ukraiński, a 34 rosyjski.